# Object model
Object model o modello ad oggetti, in informatica e in programmazione, indica un modello per trattare un problema attraverso la rappresentazione tipica del Object-Oriented (Classi, Oggetti, relazioni tra Oggetti e proprietà).
Tipicamente un object model definisce un set di classi per rappresentare i tipi di dato fondamentali, un set per rappresentare oggetti di sistema come finestre e file e altri set per racchiudere altre funzionalità di uso comune.
Il modello ad oggetti è applicato tanto all'analisi quanto alla progettazione ed alla realizzazione vera e propria di un programma, infatti abbiamo modelli ad oggetti per l'analisi e progettazione nell'ingegneria e linguaggi di programmazione ad oggetti.